# 中洲镇 (怀集县)
中洲镇，是中华人民共和国广东省肇庆市怀集县下辖的一个乡镇级行政单位。

## 行政区划
中洲镇下辖以下地区：
中洲社区、马岗村、会龙村、水下村、中心村、李岗村、糯塘村、根枝村、白良村、三联村、鱼藤村、蒲洞村、塘头村、泰东村、泰西村、龙潭村和泰南村。

## 中国传统村落
2013年8月，邓屋村被评为第二批中国传统村落。